# MS Color Magic
MS Color Magic je največji križarski trajekt na svetu. Uporablja ga norveška družba Color Line na liniji med Oslom in Kielom. Zgradilo ga je podjetje Aker Finnyards (zdaj STX Europe)
Leta 2004 so zgradili tudi sestrsko ladjo MS Color Fantasy